# Tigranakert (huvudstad)
För olika betydelser av Tigranakert, se Tigranakert
Tigranakert (grekiska: Τιγρανόκερτα, Tigranόkerta, armeniska: Տիգրանակերտ) var en ort i Kungariket Armenien, som grundades av kung Tigranes II år 83 före Kristus. Den låg i sydvästra delen av kungariket Armeniens kärnområde Större Armenien, möjligen lokaliserad till eller nära den nuvarande staden Sirvan i Turkiet. Staden var en av fyra städer i antiken som bar namnet Tigranakert.
Tigranes II anlade Tigranakert som ny huvudstad efter att ha expanderat sitt rike åt sydväst mot Medelhavet, för att ersätta den tidigare huvudstaden Artasjat i den östra delen av Större Armenien. Han befolkade den med till stor del tvångsinflyttade araber, greker och judar, flertalet troligen från staden Mazaka i Kappadokien. Staden blev mycket snart ett viktigt kommersiellt och kulturellt centrum i Främre Orienten. Enligt grekiska källor kan den ha haft ett hundra tusen invånare. Den präglades av hellenistisk kultur, och grekiska var också hovspråk. Staden hade en grekisk teater och utanför stadsmurarna ett kungligt palats.
Romarna, anförda av Lucullus, erövrade Tigranakert efter Slaget vid Tigranakert under Tredje mithriadatiska kriget år 69 före Kristus och plundrade och brände ned den. Staden var då fortfarande under uppbyggnad. Den var kraftigt befäst och motstod den romerska arméns belägring. Den återhämtade sig aldrig riktigt efter denna förstörelse. Tigranes II återköpte staden som romersk vasall, men efter hans död 54 före Kristus upphörde den att vara huvudstad och förlorade sin tidigare betydelse.
Staden erövrades år 59 efter Kristus under det romersk-partiska kriget 58–63 efter Kristus åter av romarna, anförda av Gnaeus Domitius Corbulo, då den styrdes av kung Tiridates I, grundaren av Arsakiddynastin. Denna gång förstördes den inte.
Under den senare antiken kom staden direkt under romerskt styre 387 efter Kristus efter en överenskommelse mellan Rom och det Sasanidiska riket, varvid den omdöptes till Martyropolis. Den blev under kejsaren Justinianus I i det Bysantinska riket 536 efter Kristus huvudstad i provinsen Armenia IV och omdöptes efter att ha erövrats 640 efter Kristus av det arabiska Umayyadklifatet till Mayarfarkin.